# Związek Młodzieży Ludowej
Związek Młodzieży Ludowej – organizacja młodzieży wiejskiej działająca w dwudziestoleciu międzywojennym zwana potocznie „zielonymi koszulami”. Powstała w 1926 z inicjatywy PSL „Piast”, ale jeszcze w latach 20. pod wodzą Karola Polakiewicza przeszła do obozu sanacji. ZML stawiał sobie za cel „podniesienie kultury i dobrobytu wsi i potęgi Państwa” poprzez wychowanie młodzieży na "karnych obywateli Państwa". W okresie największego rozwoju liczył ok. 70 tys. członków. W 1930 od ZML oderwał się Związek Drużyn Ludowych Mocarstwowej Polski, który podporządkował się Związkowi Pracy Mocarstwowej. W 1934 część ZML przyłączyła się do Centralnego Związku Młodej Wsi. Reszta ZML w 1937 połączyła się ze Związkiem Młodej Polski (organizacji młodzieżowej OZN) i tym samym przekształciła się w sekcję wiejską ZMP. 
Przywódcy: Karol Polakiewicz, do 1937 Henryk Puziewicz. Organ „Młoda Wieś”. 